# Río Namangoza
Der Río Namangoza ist der linke Quellfluss des Río Santiago im Osten von Ecuador.

## Flusslauf
Der Río Namangoza durchfließt die subandine Region in der ecuadorianischen Provinz Morona Santiago. Er entsteht bei der Ortschaft Patuca am Zusammenfluss von Río Paute (rechts) und Río Upano (links). Er fließt 38 km in überwiegend südlicher Richtung. Nach 10 km trifft der Río Yunganza von Westen kommend auf den Río Namangoza. Die Fernstraße E40 nach San José de Morona verläuft unweit des östlichen Flussufers. Schließlich vereinigt sich der Río Namangoza mit dem aus Westen kommenden Río Zamora zum Rio Santiago.